# Boy (chó)
Boy (còn được gọi là Boye), là một con chó săn trắng của hoàng tử Rupert của sông Rhine vào thế kỷ 17. Thông cáo của nghị viện cho rằng con chó đã được "ban cho" sức mạnh ma thuật. Boy đi cùng chủ nhân của mình vào trận chiến và bị giết trong trận chiến Marston Moor vào ngày 2 tháng 7 năm 1644.